# کونتور سایانا (آرکیپا)
کونتور سایانا (به اسپانیایی: Kuntur Sayana) یک کوه در پرو است که در Peru, Arequipa Region, Condesuyos Province, La Unión Province, Peru واقع شده‌است. کونتور سایانا ۵٬۰۰۰ متر بالاتر از سطح دریا واقع شده‌است.